# Neuville-Coppegueule
Pour les articles homonymes, voir Neuville.
Neuville-Coppegueule est une commune française située dans le département de la Somme, en région Hauts-de-France.

## Géographie

### Localisation
Neuville-Coppegueule est un village picard du Vimeu limitrophe de la Seine-Maritime et de la Normandie.
Limitrophe de Beaucamps-le-Vieux, la localité est située à 9 km au nord d'Aumale, à 29 km au sud-ouest d'Abbeville et à 39 km à l'ouest d'Amiens à vol d'oiseau.
Le territoire de la commune est limitrophe de ceux de neuf communes.
Les communes limitrophes sont Hodeng-au-Bosc, Vieux-Rouen-sur-Bresle, Beaucamps-le-Vieux, Inval-Boiron, Le Mazis, Saint-Aubin-Rivière, Saint-Germain-sur-Bresle, Saint-Léger-sur-Bresle et Senarpont.

### Hydrographie

#### Réseau hydrographique
La commune est située dans le bassin Seine-Normandie. Elle est drainée par la Bresle et un autre petit cours d'eau,.
La Bresleest un fleuve côtier d'une longueur de 68 km, qui prend sa source dans la commune de Abancourt, à 180 mètres d'altitude, et se jette  dans la Manche au Tréport, après avoir traversé 30 communes.

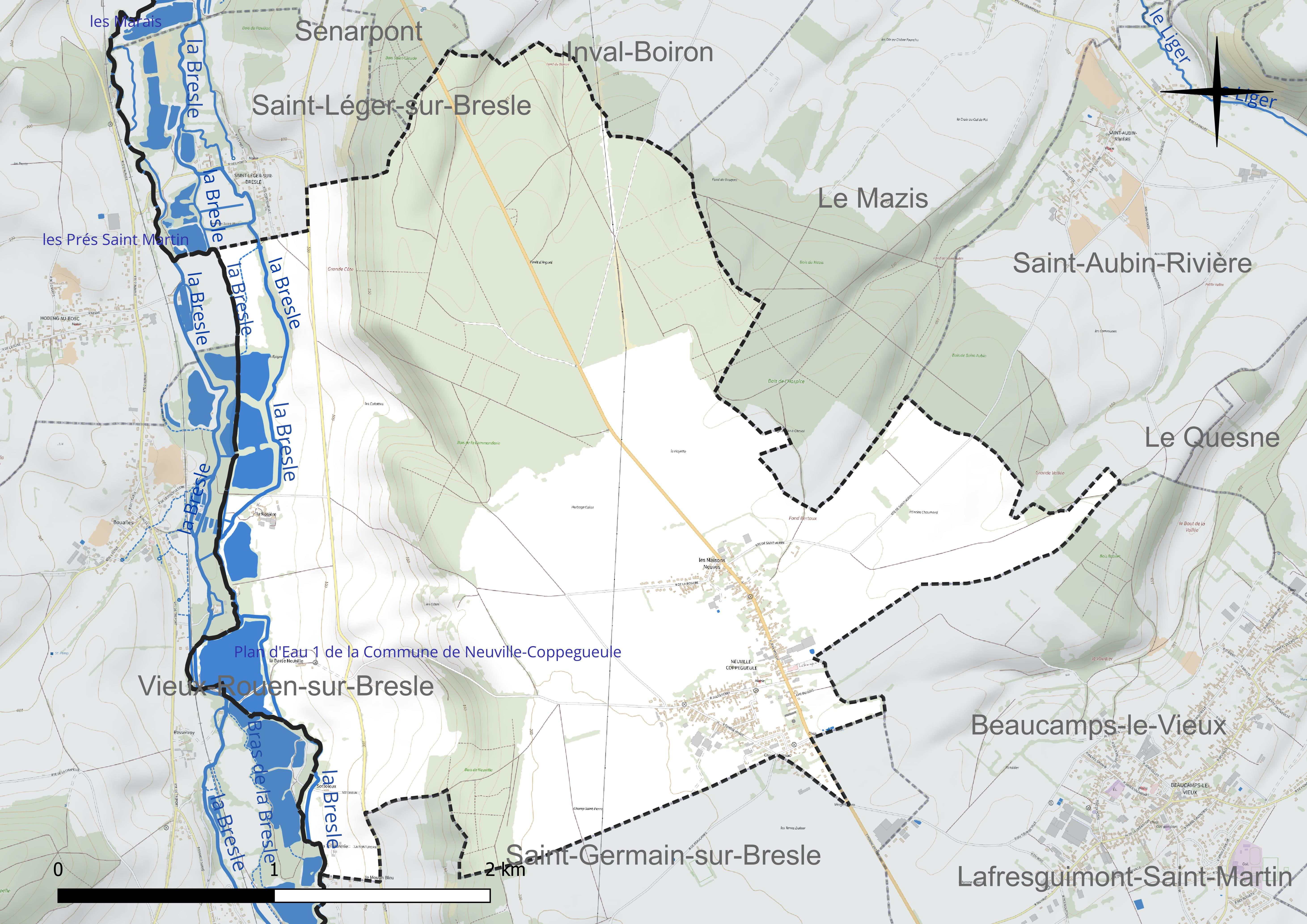
Réseau hydrographique de Neuville-Coppegueule.

Un plan d'eau complète le réseau hydrographique : le plan d'eau 1 de la commune de Neuville-Coppegueule, d'une superficie totale de 17,5 ha (8,6 ha sur la commune),.

#### Gestion et qualité des eaux
Le territoire communal est couvert par le schéma d'aménagement et de gestion des eaux (SAGE) « Vallée de la Bresle ». Ce document de planification concerne un territoire de 748 km2 de superficie, délimité par le bassin versant de la Bresle. Le périmètre a été arrêté le 7 avril 2003 et le SAGE proprement dit a été approuvé le 18 août 2016. La structure porteuse de l'élaboration et de la mise en œuvre est le syndicat mixte d'aménagement, de gestion et de valorisation du bassin de la Bresle.
La qualité des cours d'eau peut être consultée sur un site dédié géré par les agences de l'eau et l'Agence française pour la biodiversité.

### Climat
Pour des articles plus généraux, voir Climat des Hauts-de-France et Climat de la Somme.
En 2010, le climat de la commune est de type climat océanique altéré, selon une étude du CNRS s'appuyant sur une série de données couvrant la période 1971-2000. En 2020, Météo-France publie une typologie des climats de la France métropolitaine dans laquelle la commune est exposée à un climat océanique et est dans la région climatique Côtes de la Manche orientale, caractérisée par un faible ensoleillement (1 550 h/an) ; forte humidité de l'air (plus de 20 h/jour avec humidité relative > 80 % en hiver), vents forts fréquents.
Pour la période 1971-2000, la température annuelle moyenne est de 10,1 °C, avec une amplitude thermique annuelle de 13,9 °C. Le cumul annuel moyen de précipitations est de 858 mm, avec 13,3 jours de précipitations en janvier et 8,9 jours en juillet. Pour la période 1991-2020, la température moyenne annuelle observée sur la station météorologique la plus proche, située sur la commune d'Oisemont à 12 km à vol d'oiseau, est de 11,1 °C et le cumul annuel moyen de précipitations est de 801,4 mm,. Pour l'avenir, les paramètres climatiques de la commune estimés pour 2050 selon différents scénarios d'émission de gaz à effet de serre sont consultables sur un site dédié publié par Météo-France en novembre 2022.

## Urbanisme

### Typologie
Au 1er janvier 2024, Neuville-Coppegueule est catégorisée commune rurale à habitat dispersé, selon la nouvelle grille communale de densité à sept niveaux définie par l'Insee en 2022.
Elle est située hors unité urbaine et hors attraction des villes,.

### Occupation des sols
L'occupation des sols de la commune, telle qu'elle ressort de la base de données européenne d'occupation biophysique des sols Corine Land Cover (CLC), est marquée par l'importance des territoires agricoles (58,4 % en 2018), en diminution par rapport à 1990 (59,3 %). La répartition détaillée en 2018 est la suivante : 
terres arables (49,4 %), forêts (33,1 %), prairies (9 %), zones urbanisées (4,2 %), eaux continentales (3,3 %), zones humides intérieures (0,9 %). L'évolution de l'occupation des sols de la commune et de ses infrastructures peut être observée sur les différentes représentations cartographiques du territoire : la carte de Cassini (XVIIIe siècle), la carte d'état-major (1820-1866) et les cartes ou photos aériennes de l'IGN pour la période actuelle (1950 à aujourd'hui).

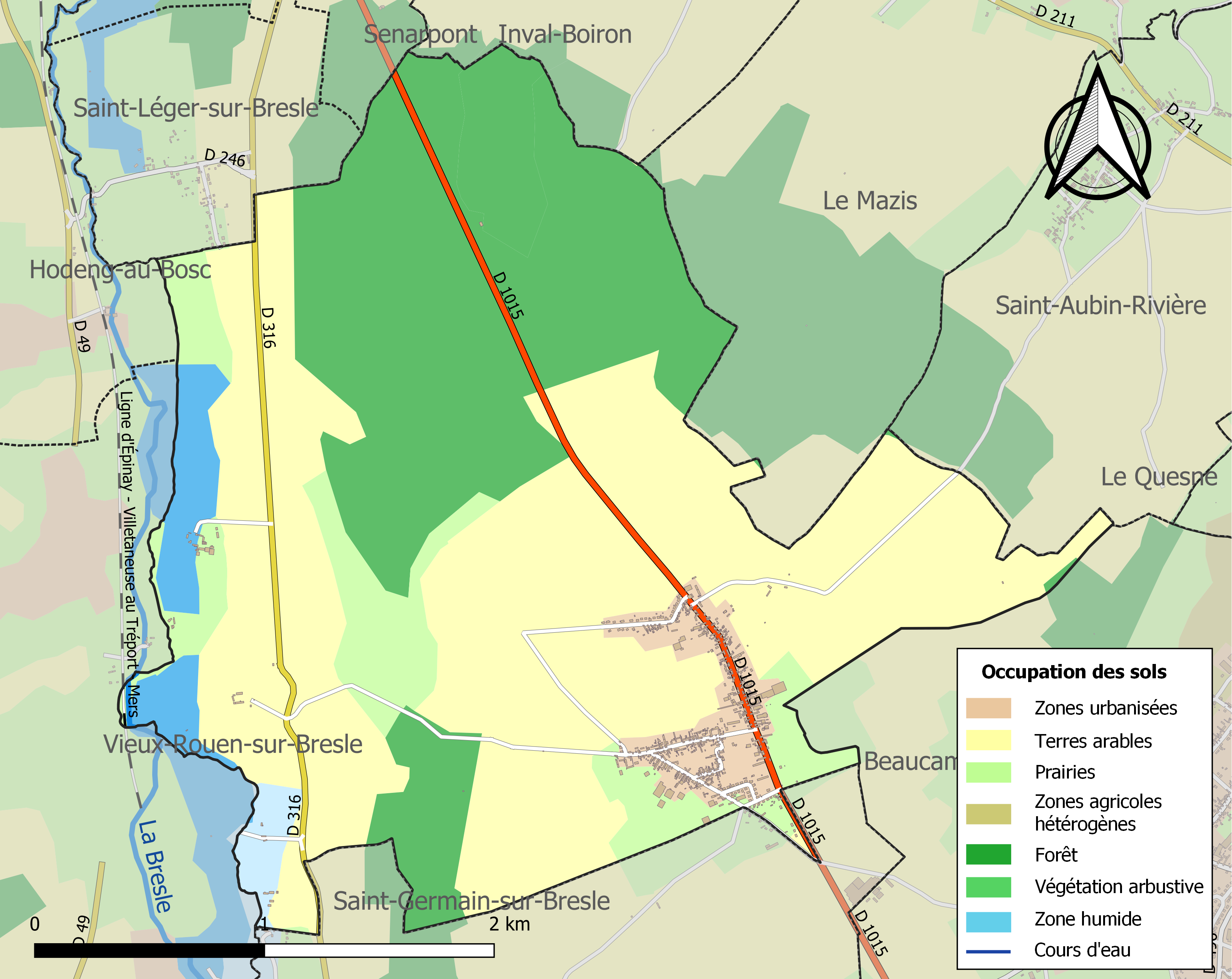
Carte des infrastructures et de l'occupation des sols de la commune en 2018 (CLC).

### Voies de communication et transports
La localité est desservie par la ligne d'autocars no 4 (Blangy-sur-Bresle - Amiens) et la ligne no 32 du réseau Trans'80, Hauts-de-France, chaque jour de la semaine sauf le dimanche et les jours fériés.

## Toponymie
Le nom de la localité est attesté sous les formes Nuevile (1301) ; « La haulte Neufville aultrement nommez Coppegueulle » (1483) ; Noeufville-sous-S.-Germain (1456) ; Nœuville prèz Senarpont (1507) ; Neufville-sous-S.-Germain (1646) ; Neufville (1648) ; Neufville-sous-Bresle (1657) ; Neuville-sous-Bresle (1657) ; Neuville (1710) ; Coupeguerle (1761) ; La Neuville-Coppegneule (1801) ; La Neuville Coppegueulle (1844) ; Neuville Coupgeul (1731) ; Neuville Coppegueule , La Neuville-Coppe-Gueule (1766).

## Politique et administration

### Rattachements administratifs et électoraux
La commune se trouvait jusqu'en 2009 dans l'arrondissement d'Amiens du département de la Somme. De 2009 à 2016, elle est intégrée à l'arrondissement d'Abbeville, avant de réintégrer le 1er janvier 2017 l'arrondissement d'Amiens. Pour l'élection des députés, elle fait partie depuis 2012 de la troisième circonscription de la Somme.
Elle faisait partie depuis 1793 du canton d'Oisemont. Dans le cadre du redécoupage cantonal de 2014 en France, la commune est intégrée au canton de Poix-de-Picardie.

### Intercommunalité
La commune était membre de la communauté de communes du Sud-Ouest Amiénois (CCSOA), créée en 2004.
Dans le cadre des dispositions de la loi portant nouvelle organisation territoriale de la République du 7 août 2015, qui prévoit que les établissements publics de coopération intercommunale (EPCI) à fiscalité propre doivent avoir un minimum de 15 000 habitants, la préfète de la Somme propose en octobre 2015 un projet de nouveau schéma départemental de coopération intercommunale (SDCI) qui prévoit la réduction de 28 à 16 du nombre des intercommunalités à fiscalité propre du département.
Ce projet prévoit la « fusion des communautés de communes du Sud-Ouest Amiénois, du Contynois et de la région d'Oisemont », le nouvel ensemble de 37 412 habitants regroupant 120 communes,. À la suite de l'avis favorable de la commission départementale de coopération intercommunale en janvier 2016, la préfecture sollicite l'avis formel des conseils municipaux et communautaires concernés en vue de la mise en œuvre de la fusion.
La communauté de communes Somme Sud-Ouest (CC2SO), dont est désormais membre la commune, est ainsi créée au 1er janvier 2017.

### Liste des maires
| Période                                  | Période                      | Identité             | Étiquette | Qualité                        |
| ---------------------------------------- | ---------------------------- | -------------------- | --------- | ------------------------------ |
| Les données manquantes sont à compléter. |                              |                      |           |                                |
| juin 1995                                | 17 novembre 2014             | Jakie Leclercq       |           | Décédé en fonction             |
| février 2015                             | En cours (au 8 octobre 2020) | Jean-Claude Quillent |           | Réélu pour le mandat 2020-2026 |

## Population et société

### Démographie
L'évolution du nombre d'habitants est connue à travers les recensements de la population effectués dans la commune depuis 1793. Pour les communes de moins de 10 000 habitants, une enquête de recensement portant sur toute la population est réalisée tous les cinq ans, les populations de référence des années intermédiaires étant quant à elles estimées par interpolation ou extrapolation. Pour la commune, le premier recensement exhaustif entrant dans le cadre du nouveau dispositif a été réalisé en 2006.

En 2022, la commune comptait 511 habitants, en évolution de −2,85 % par rapport à 2016 (Somme : −1,26 %, France hors Mayotte : +2,11 %).
| 1793  | 1800 | 1806  | 1821 | 1831  | 1836  | 1841  | 1846  | 1851  |
| ----- | ---- | ----- | ---- | ----- | ----- | ----- | ----- | ----- |
| 1 000 | 975  | 1 069 | 980  | 1 077 | 1 139 | 1 075 | 1 046 | 1 010 |

| 1856 | 1861 | 1866 | 1872 | 1876 | 1881 | 1886 | 1891 | 1896 |
| ---- | ---- | ---- | ---- | ---- | ---- | ---- | ---- | ---- |
| 952  | 976  | 912  | 880  | 863  | 826  | 814  | 749  | 719  |

| 1901 | 1906 | 1911 | 1921 | 1926 | 1931 | 1936 | 1946 | 1954 |
| ---- | ---- | ---- | ---- | ---- | ---- | ---- | ---- | ---- |
| 720  | 724  | 743  | 778  | 760  | 734  | 710  | 724  | 672  |

| 1962 | 1968 | 1975 | 1982 | 1990 | 1999 | 2006 | 2011 | 2016 |
| ---- | ---- | ---- | ---- | ---- | ---- | ---- | ---- | ---- |
| 672  | 647  | 605  | 614  | 586  | 535  | 593  | 577  | 526  |

| 2021 | 2022 | - | - | - | - | - | - | - |
| ---- | ---- | - | - | - | - | - | - | - |
| 510  | 511  | - | - | - | - | - | - | - |

### Enseignement
La commune dispose en 2017 d'une classe unique dans l'école publique, qui compte 17 élèves de maternelle et de cours préparatoire. Les autres élèves de primaire sont accueillis à l'école de Beaucamps-le-Vieux.     la photo ne

### Sports
Le club de football du village est l'Entente Sportive des Deux Vallées, fondé en 2012 de la fusion de l'US Neuville/Villers (avec le village voisin de Villers-Campsart) et des communes de Beaucamps-le-Vieux, Hornoy-le-Bourg et Senarpont. Il évolue en Départementale 1 du District de la Somme (1er échelon départemental et 9e division nationale). Les matchs ont lieu au stade de Beaucamps-le-Vieux. L'ancien club, l'US Neuville/Villers, a évolué en Excellence (actuelle Départementale 1) dans les années 2000.

## Économie
- Neuville-Coppegueule est le bassin de la chaise paillée[réf. nécessaire].
- On y trouve encore une société de vannerie[36].

## Culture locale et patrimoine

### Lieux et monuments
- Église Saint-Pierre.
- Chapelle Notre-Dame-des-Malades, édifiée à la suite de la guérison d'un handicapé[37].
- Les larris de Neuville-Coppegueule hébergent une grande diversité biologique : Damier de la Succise, Gentiane d'Allemagne, de nombreuses variétés d'orchidées... Une partie est classée Natura 2000, le Conservatoire d'espaces naturels de Picardie participe au suivi[38].
- La commune possède cinq grands étangs voués à la pêche dont deux fédéraux.
- L'arbre de Saint-Claude, ou « Arbre à loques », auquel on prête des vertus de guérison, portait jadis une niche en bois pour la statue du saint qui était censée guérir des fièvres. Il fallait toucher la statue avec deux rubans. L'un était accroché aux branches, l'autre emporté par le malade. Une autre méthode était de toucher la statue avec un vêtement du malade puis de l'accrocher à l'arbre[39].

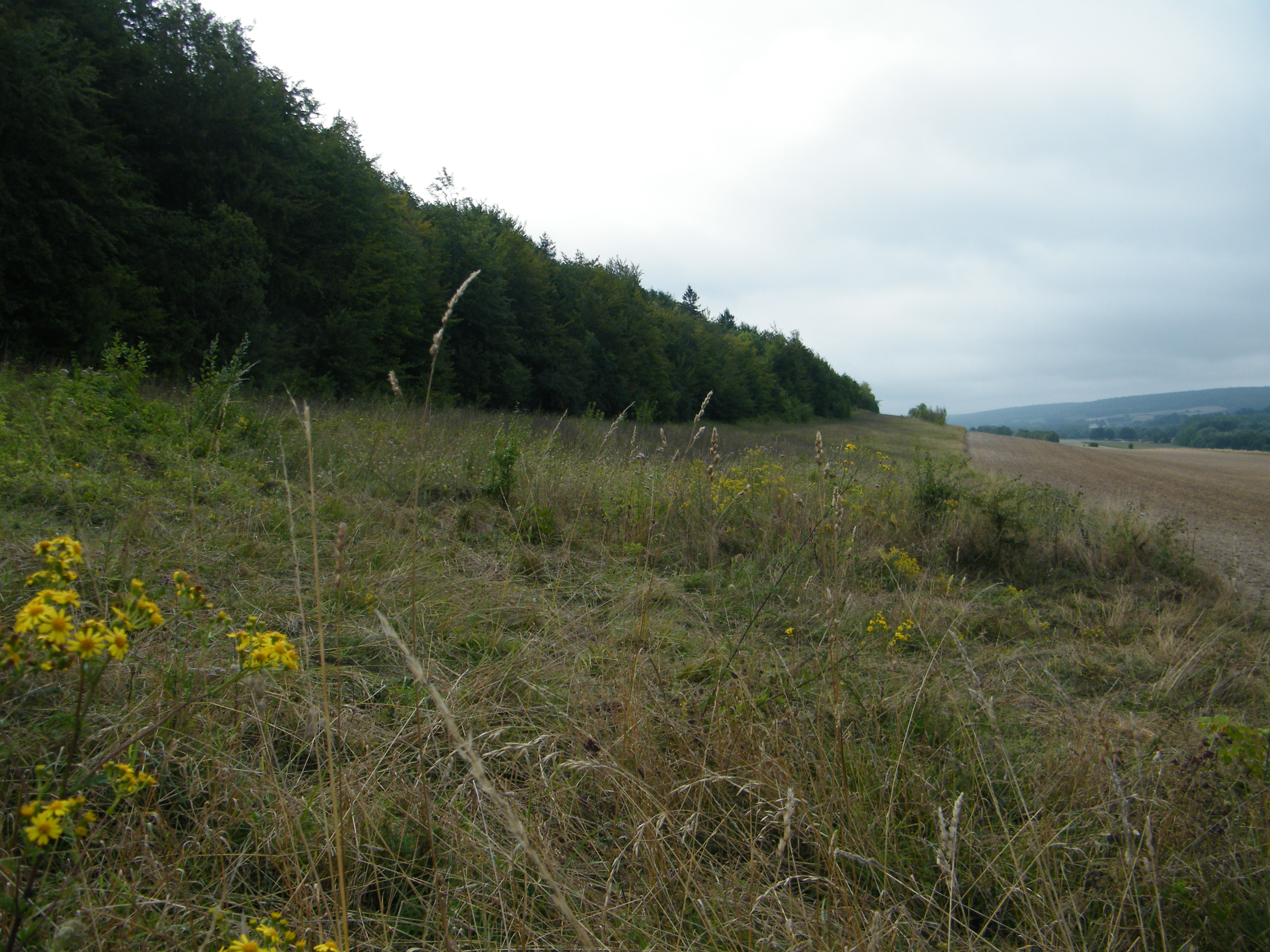
Larris à Neuville-Coppegueule.
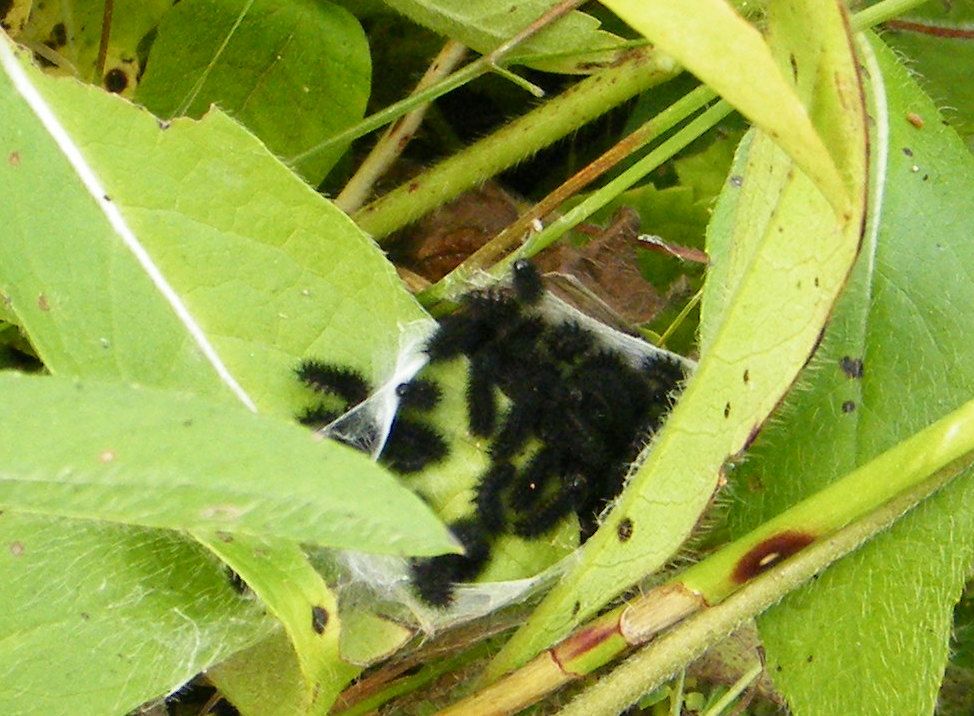
Chenilles du Damier de la succise sur leur plante hôte.
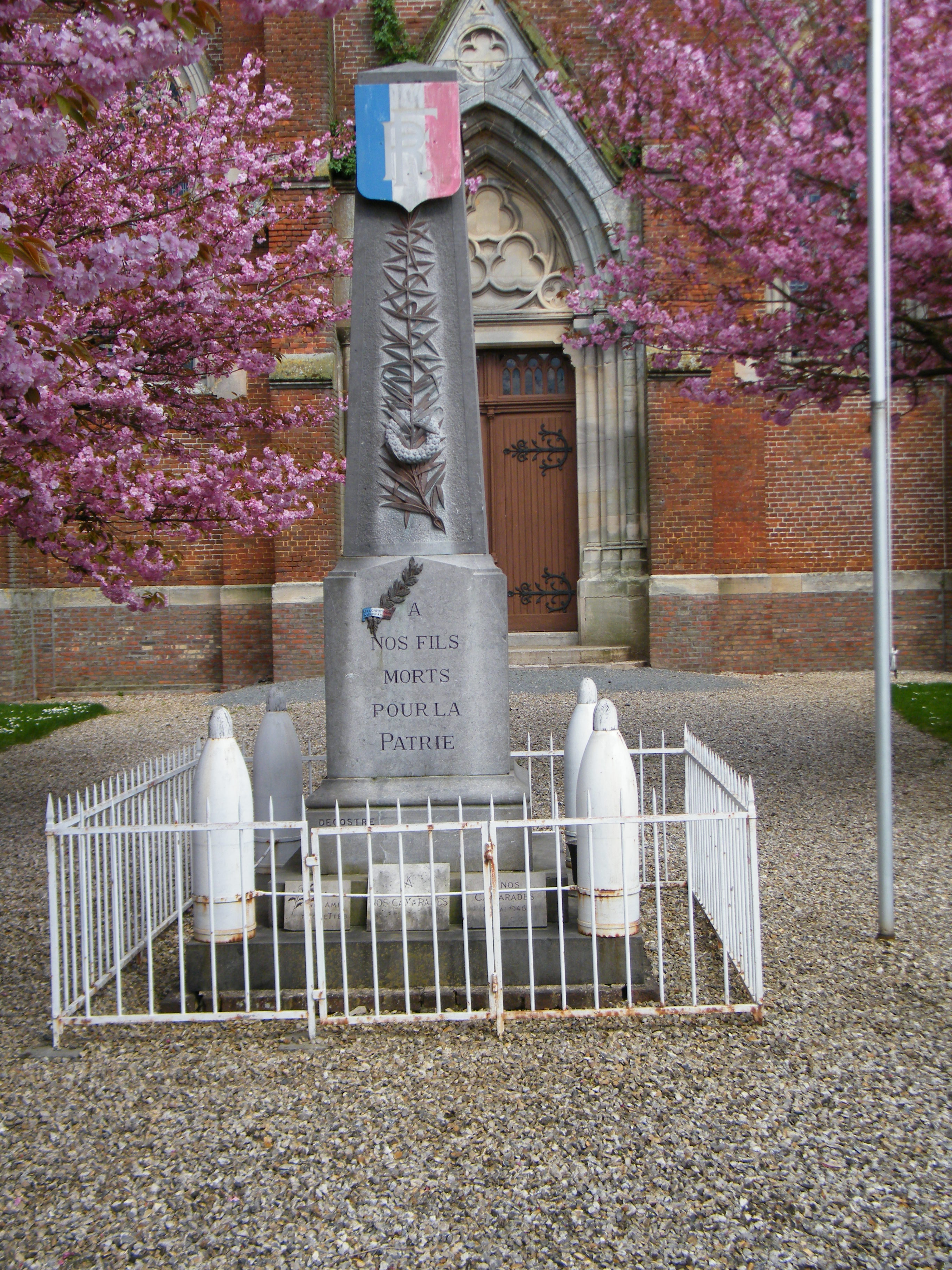
Monument aux morts.
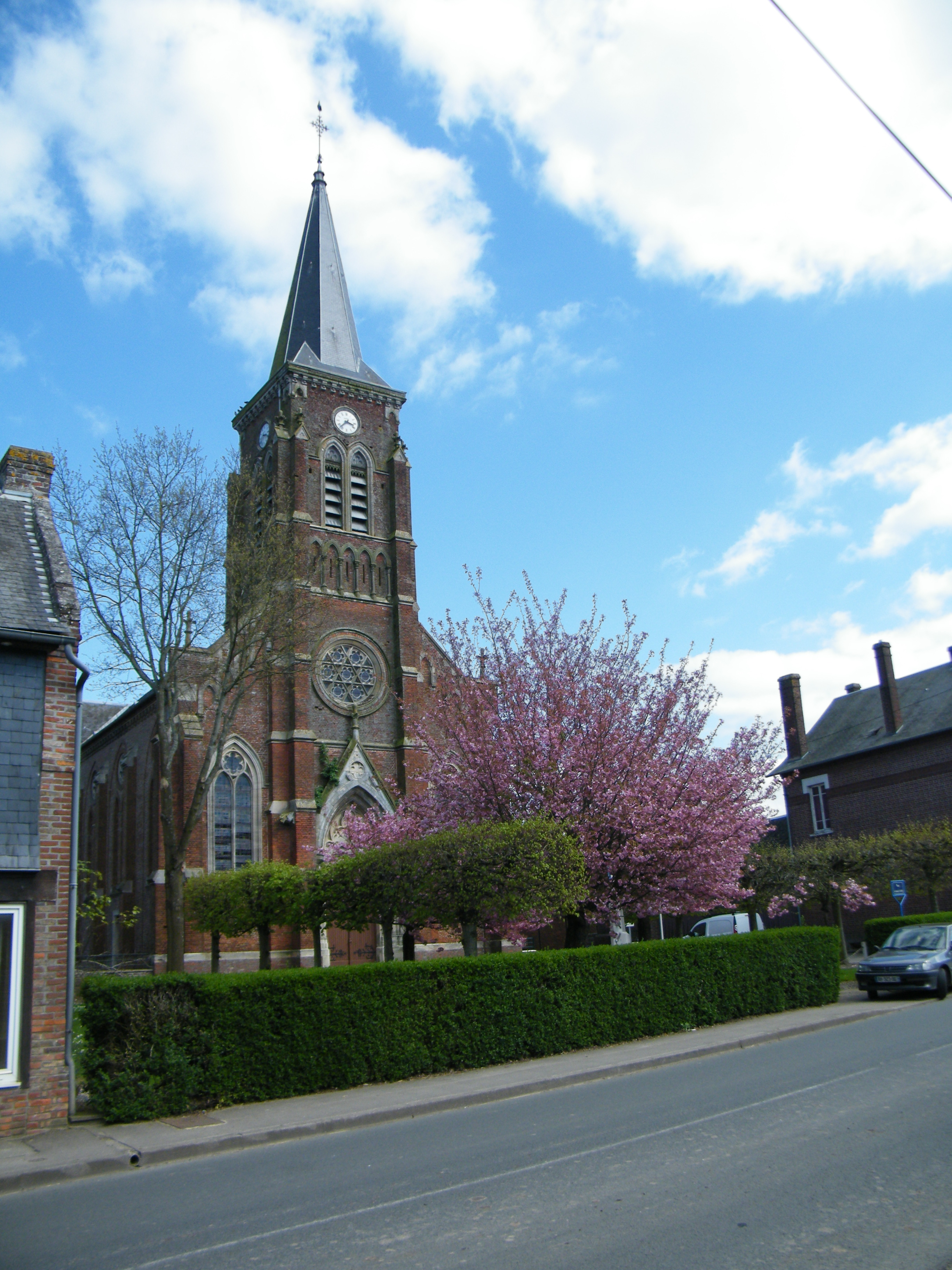
Église Saint-Pierre.
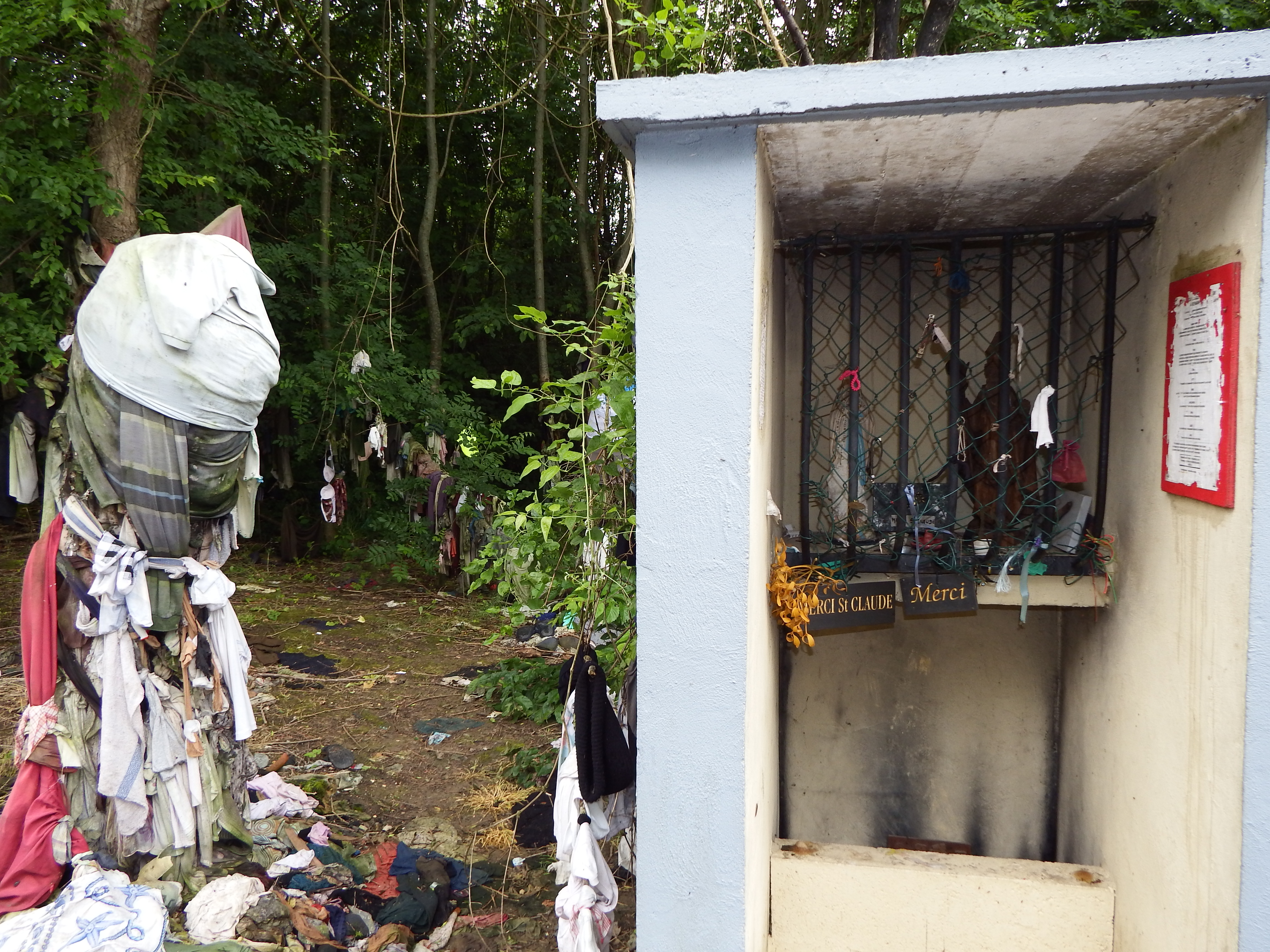
L'arbre à loques, vers Senarpont.

### Personnalités liées à la commune
- Mgr Jean-Paul Gusching (né en 1955), évêque de Verdun, natif du village.

## Héraldique
| Blason de Neuville-Coppegueule | Blason  | D'argent à trois fasces de gueules               |
| Blason de Neuville-Coppegueule | Détails | Le statut officiel du blason reste à déterminer. |